# Камнє (Айдовщина)
Камнє (словен. Kamnje) — поселення на північному краю долини річки Віпава в общині Айдовщина. Висота над рівнем моря: 222,5 метрів.